# Filippo Spinelli
Filippo Spinelli (Napoli, 1566 – Napoli, 25 maggio 1616) è stato un cardinale e arcivescovo cattolico italiano.

## Biografia
Papa Clemente VIII lo elevò al rango di cardinale nel concistoro del 9 giugno 1604.

## Genealogia episcopale e successione apostolica
La genealogia episcopale è:
- Cardinale Guillaume d'Estouteville, O.S.B.Clun.
- Papa Sisto IV
- Papa Giulio II
- Cardinale Raffaele Sansone Riario
- Papa Leone X
- Papa Paolo III
- Cardinale Francesco Pisani
- Cardinale Alfonso Gesualdo
- Cardinale Filippo Spinelli

La successione apostolica è:
- Vescovo Giuseppe Saluzzo (1604)
- Arcivescovo Jan Andrzej Próchnicki (1607)

## Ascendenza
|                                                    |                                                 |                                                           | Genitori                                           |  |  | Nonni |  |  | Bisnonni                               |  |  | Trisnonni                                  |  |
|                                                    |                                                 |                                                           |                                                    |  |  |       |  |  | 8. Carlo Spinelli, I conte di Seminara |  |  | 16. Troiano Spinelli, I barone di Summonte |  |
|                                                    |                                                 |                                                           |                                                    |  |  |       |  |  | 8. Carlo Spinelli, I conte di Seminara |  |  | 16. Troiano Spinelli, I barone di Summonte |  |
|                                                    |                                                 | 17. Maria Caracciolo                                      |                                                    |  |  |       |  |  | 8. Carlo Spinelli, I conte di Seminara |  |  |                                            |  |
| 4. Pietro Antonio Spinelli, II conte di Seminara   |                                                 |                                                           |                                                    |  |  |       |  |  | 8. Carlo Spinelli, I conte di Seminara |  |  |                                            |  |
|                                                    |                                                 | 9. Eufemia Siscara                                        | 18. Paolo Siscara, II conte d'Aiello               |  |  |       |  |  |                                        |  |  |                                            |  |
|                                                    |                                                 | 9. Eufemia Siscara                                        | 18. Paolo Siscara, II conte d'Aiello               |  |  |       |  |  |                                        |  |  |                                            |  |
|                                                    |                                                 | 9. Eufemia Siscara                                        | 19. Giulia Carafa                                  |  |  |       |  |  |                                        |  |  |                                            |  |
| 2. Carlo I Spinelli, I principe di Cariati         |                                                 | 9. Eufemia Siscara                                        |                                                    |  |  |       |  |  |                                        |  |  |                                            |  |
|                                                    |                                                 | 10. Camillo Pignatelli, II conte di Borello               | 20. Ettore I Pignatelli, I duca di Monteleone      |  |  |       |  |  |                                        |  |  |                                            |  |
|                                                    |                                                 | 10. Camillo Pignatelli, II conte di Borello               | 20. Ettore I Pignatelli, I duca di Monteleone      |  |  |       |  |  |                                        |  |  |                                            |  |
|                                                    |                                                 | 10. Camillo Pignatelli, II conte di Borello               | 21. Ippolita Gesualdo                              |  |  |       |  |  |                                        |  |  |                                            |  |
| 5. Ippolita Pignatelli                             |                                                 | 10. Camillo Pignatelli, II conte di Borello               |                                                    |  |  |       |  |  |                                        |  |  |                                            |  |
|                                                    |                                                 | 11. Giulia Carafa, signora di Novi                        | 22. Berengario Carafa, signore di Novi             |  |  |       |  |  |                                        |  |  |                                            |  |
|                                                    |                                                 | 11. Giulia Carafa, signora di Novi                        | 22. Berengario Carafa, signore di Novi             |  |  |       |  |  |                                        |  |  |                                            |  |
|                                                    |                                                 | 11. Giulia Carafa, signora di Novi                        | 23. Camilla Saraceno                               |  |  |       |  |  |                                        |  |  |                                            |  |
| 1. Filippo Spinelli                                |                                                 | 11. Giulia Carafa, signora di Novi                        |                                                    |  |  |       |  |  |                                        |  |  |                                            |  |
|                                                    | 12. Giulio Cesare di Capua, III conte di Palena | 24. Matteo di Capua, I conte di Palena                    |                                                    |  |  |       |  |  |                                        |  |  |                                            |  |
|                                                    | 12. Giulio Cesare di Capua, III conte di Palena | 24. Matteo di Capua, I conte di Palena                    |                                                    |  |  |       |  |  |                                        |  |  |                                            |  |
|                                                    | 12. Giulio Cesare di Capua, III conte di Palena | 25. Raimondella del Balzo                                 |                                                    |  |  |       |  |  |                                        |  |  |                                            |  |
| 6. Giovanni Francesco di Capua, IV conte di Palena | 12. Giulio Cesare di Capua, III conte di Palena |                                                           |                                                    |  |  |       |  |  |                                        |  |  |                                            |  |
|                                                    |                                                 | 13. Ippolita di Gennaro                                   | 26. Princivalle di Gennaro, I signore di Nicotera  |  |  |       |  |  |                                        |  |  |                                            |  |
|                                                    |                                                 | 13. Ippolita di Gennaro                                   | 26. Princivalle di Gennaro, I signore di Nicotera  |  |  |       |  |  |                                        |  |  |                                            |  |
|                                                    |                                                 | 13. Ippolita di Gennaro                                   | 27. Giovannella Caracciolo Pisquizi                |  |  |       |  |  |                                        |  |  |                                            |  |
| 3. Ippolita di Capua                               |                                                 | 13. Ippolita di Gennaro                                   |                                                    |  |  |       |  |  |                                        |  |  |                                            |  |
|                                                    |                                                 | 14. Giovanni Battista I Spinelli, I duca di Castrovillari | 28. Troiano Spinelli, I barone di Summonte (= 16)  |  |  |       |  |  |                                        |  |  |                                            |  |
|                                                    |                                                 | 14. Giovanni Battista I Spinelli, I duca di Castrovillari | 28. Troiano Spinelli, I barone di Summonte (= 16)  |  |  |       |  |  |                                        |  |  |                                            |  |
|                                                    |                                                 | 14. Giovanni Battista I Spinelli, I duca di Castrovillari | 29. Maria Caracciolo (= 17)                        |  |  |       |  |  |                                        |  |  |                                            |  |
| 7. Isabella Spinelli                               |                                                 | 14. Giovanni Battista I Spinelli, I duca di Castrovillari |                                                    |  |  |       |  |  |                                        |  |  |                                            |  |
|                                                    |                                                 | 15. Livia Caracciolo                                      | 30. Tristano Caracciolo, signore di Ponte Albaneto |  |  |       |  |  |                                        |  |  |                                            |  |
|                                                    |                                                 | 15. Livia Caracciolo                                      | 30. Tristano Caracciolo, signore di Ponte Albaneto |  |  |       |  |  |                                        |  |  |                                            |  |
|                                                    |                                                 | 15. Livia Caracciolo                                      | 31. Beatrice Piscicelli                            |  |  |       |  |  |                                        |  |  |                                            |  |
|                                                    |                                                 | 15. Livia Caracciolo                                      |                                                    |  |  |       |  |  |                                        |  |  |                                            |  |